# Listen (Alan Bown)
Listen is het vijfde muziekalbum van de bands rondom Alan Bown, in dit geval The Alan Bown! genaamd. Na het eerste album van The Alan Bown zegde Deram Records het contract op. Deram wilde verder als uitgever van progressieve rock, terwijl de muziek van The Alan Bown die richting niet opging. Chris Blackwell, van het toen opkomende Island Records, zag wel wat in de band en bood die een contract aan. Daarbij is het eigenaardig dat Jess Roden en Robert Palmer, beide ex-zangers ook bij Island zouden belanden.
The Alan Bown ging de studio in met materiaal dat al gespeeld was tijdens te tournee, zodat de opnamen redelijk vlot plaatsvonden. Alles was al vastgelegd toen de toenmalige zanger Robert Palmer ineens besloot de band te verlaten; Pete Cage en Elkie Brooks hadden hem overgehaald mee te spelen met Dada, de voorloper van Vinegar Joe. Zelf had Palmer in de I Ching gelezen, dat hij aan vernieuwing toe was, de The Alan Bown was met stomheid geslagen. Net als bij het vorig album The Alan Bown! (toen vertrok Roden) werd er uitgekeken voor een nieuwe zanger. Het eerste aan de beurt was Gary Pickford-Hopkins, maar die koos uiteindelijk voor Wild Turkey. Uiteindelijk viel de keur op Gordon Neville uit Gulliver’s People. Hij zong de teksten over en The Alan Bown kon weer op pad.
Een opmerkelijk feitje is dat de saxofonist van de band inmiddels zijn artiestennaam gewijzigd had, John Anthony werd John Helliwell (zijn naam is John Anthony Helliwell).
De plaats is geproduceerd door Mel Collins, wellicht dat de saxofoon daardoor een belangrijker rol kreeg dan bij The Alan Bown!; Collins is zelf saxofonist. 

## Musici
- Gordon Neville – zang
- Alan Bown – trompet
- Jeff Bannister – toetsinstrumenten
- John Helliwell – saxofoons
- Tony Catchpole – gitaar
- Stan Haldane – basgitaar, zang
- Vic Sweeney – slagwerk, percussie

## Muziek
Alle door Bown, Bannister, Catchpole, behalve waar aangegeven:

| Nr. | Titel                                       | Duur |
| --- | ------------------------------------------- | ---- |
| 1.  | Wanted man                                  | 4:20 |
| 2.  | Crash landing                               | 5:55 |
| 3.  | Loosen up (The Alan Bown-band)              | 3:25 |
| 4.  | Pyramid (Bannister)                         | 3:46 |
| 5.  | Forever (The Alan Bown-band)                | 2:50 |
| 6.  | Curfew                                      | 4:00 |
| 7.  | Make us all believe                         | 4;30 |
| 8.  | Make up your mind                           | 8:45 |
| 9.  | Get myself straight (Bown/Bannister/Palmer) | 4:00 |